# دوبهی
دوبهی (به انگلیسی: Dobhi) یک زیستگاه انسانی در هند است که در ناحیه گایا واقع شده‌است.